# Сант'Андреа ди Савена (Болоња)
Сант'Андреа ди Савена (итал. Sant'Andrea di Savena) је насеље у Италији у округу Болоња, региону Емилија-Ромања.
Према процени из 2011. у насељу је живело 25 становника. Насеље се налази на надморској висини од 572 м.